# Raymund Fugger

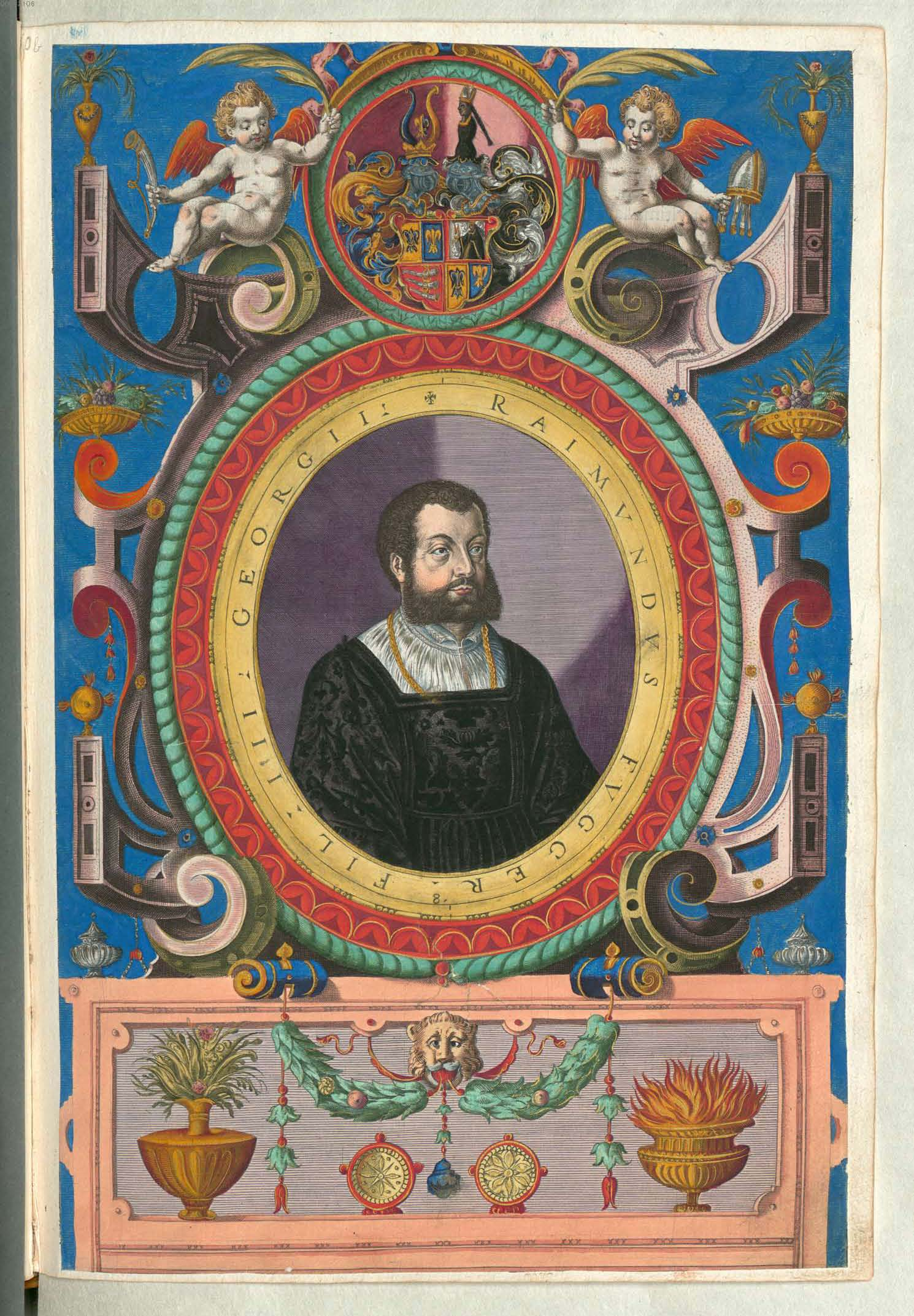
Raymund Fugger. Kolorierter Kupferstich aus Fuggerorum et Fuggerarum imagines, 1618.

Raymund Fugger von der Lilie (auch Raimund Fugger) (* 24. Oktober 1489 in Augsburg; † 3. Dezember 1535 in Mickhausen) war Mitglied der Augsburger Familie der Fugger, Reichsgraf und Kunstsammler.

## Lebenslauf
Raymund Fugger wurde am 24. Oktober 1489 als zweiter Sohn von Georg Fugger geboren. Nachdem sein Vater 1506 gestorben war, sorgte wohl Jakob Fugger für die Ausbildung von Raymund. Vom Herbst 1509 bis 1510 vertrat Raymund seinen Onkel in finanzpolitischen Angelegenheiten am Hoflager Kaiser Maximilians.
Zwischen Februar und Mai 1511 agierte Raymund Fugger anscheinend als Vertreter auf einem Gesandtenkongress in Mantua und verweilte danach bei Papst Julius II. Am 30. Dezember 1512 setzte Jakob Fugger ein Testament auf, laut dem nach seinem Tode erst Ulrich Fugger der Jüngere und danach Raymund Fugger den Handel leiten sollten. Auch in einem gleichzeitig über die ungarischen Bergwerke und die liegenden Güter geschlossenen Sondervertrag nannte Jakob Fugger Ulrich und Raymund an bevorzugter Stelle. Raymund und sein Bruder Anton erhielten damals zusammen ein Drittel an liegenden Gütern der Handelsgesellschaft.
Die nächste Station im Leben von Raymund Fugger war Krakau, ein wichtiger Handelsplatz der Fugger und Thurzo. Am 16. Januar 1513 schloss Raymund Fugger seine Ehe mit Katherina Thurzo. Jakob Fugger dachte Raymund Fugger zunächst die Aufgabe zu, vor Ort in Krakau das gemeinsame Unternehmen Fugger-Thurzo zu kontrollieren. Raymund Fugger stimmte dem zu, kaufte jedoch zusammen mit seinem Vetter Ulrich die Herrschaft Biberbach und ließ sich – wie aus den Steuerbüchern hervorgeht – spätestens 1515 in Augsburg nieder. Seine Frau blieb anscheinend noch in Krakau, denn sein zweiter Sohn ist 1516 zu Krakau geboren und im selben Jahr dort gestorben.
Während der folgenden Jahre unternahm Raymund Fugger noch mehrmals Reisen im Dienste der Handelsgesellschaft. Eine schwierige Aufgabe unterlag ihm, als er 1522/23 die Fuggersche Handelsgesellschaft im Monopolienstreit in Nürnberg zu vertreten hatte. Die an die Existenz des Unternehmens greifende Lage konnte aber gemeistert werden.

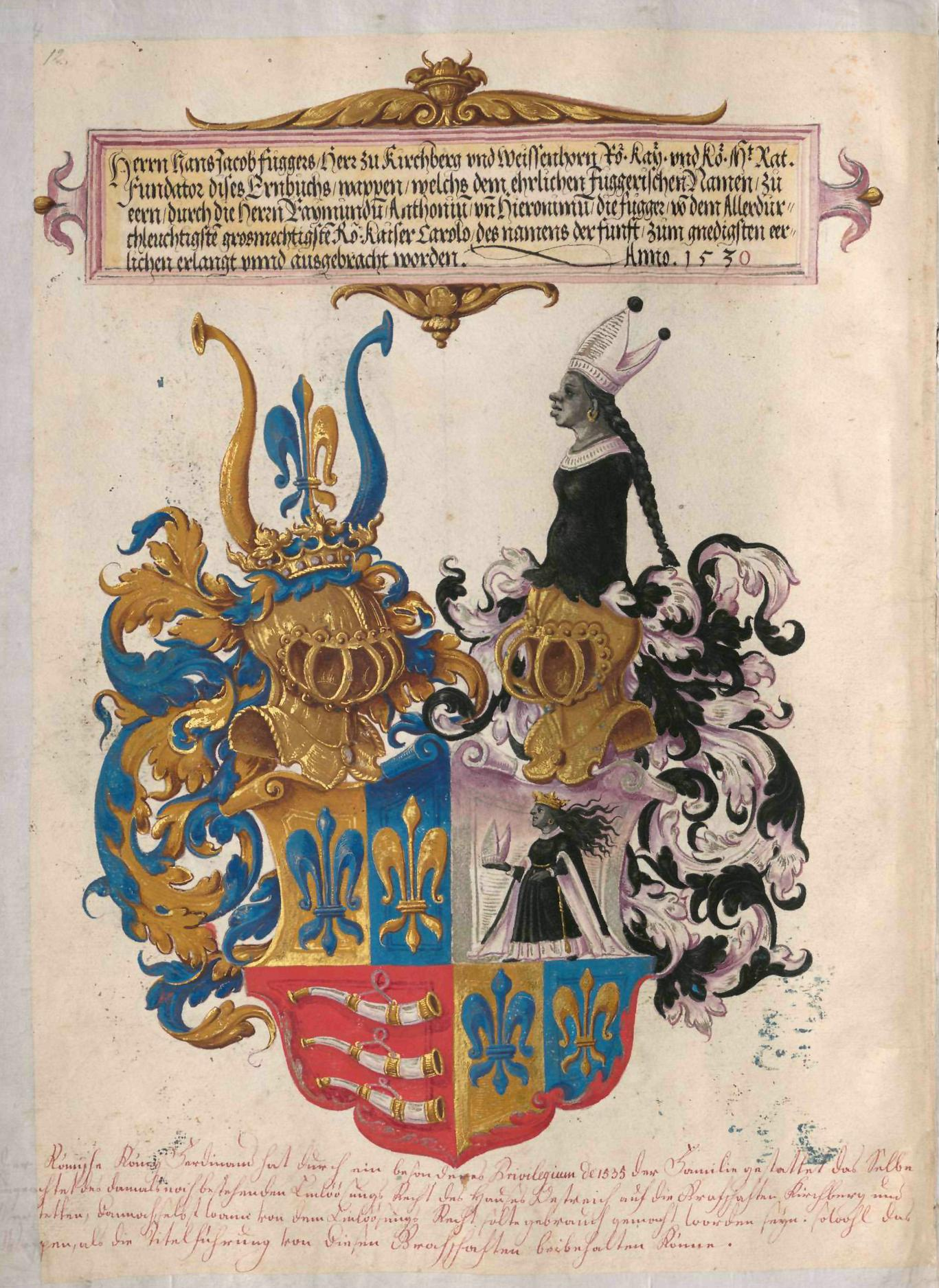
Gräfliches Wappen der Fugger, gemäß kaiserlicher Erlaubnis von 1530 wurde das bisherige Wappen standesgemäß vermehrt mit den Symbolen der Grafschaft Kirchberg und der Herrschaft Weißenhorn

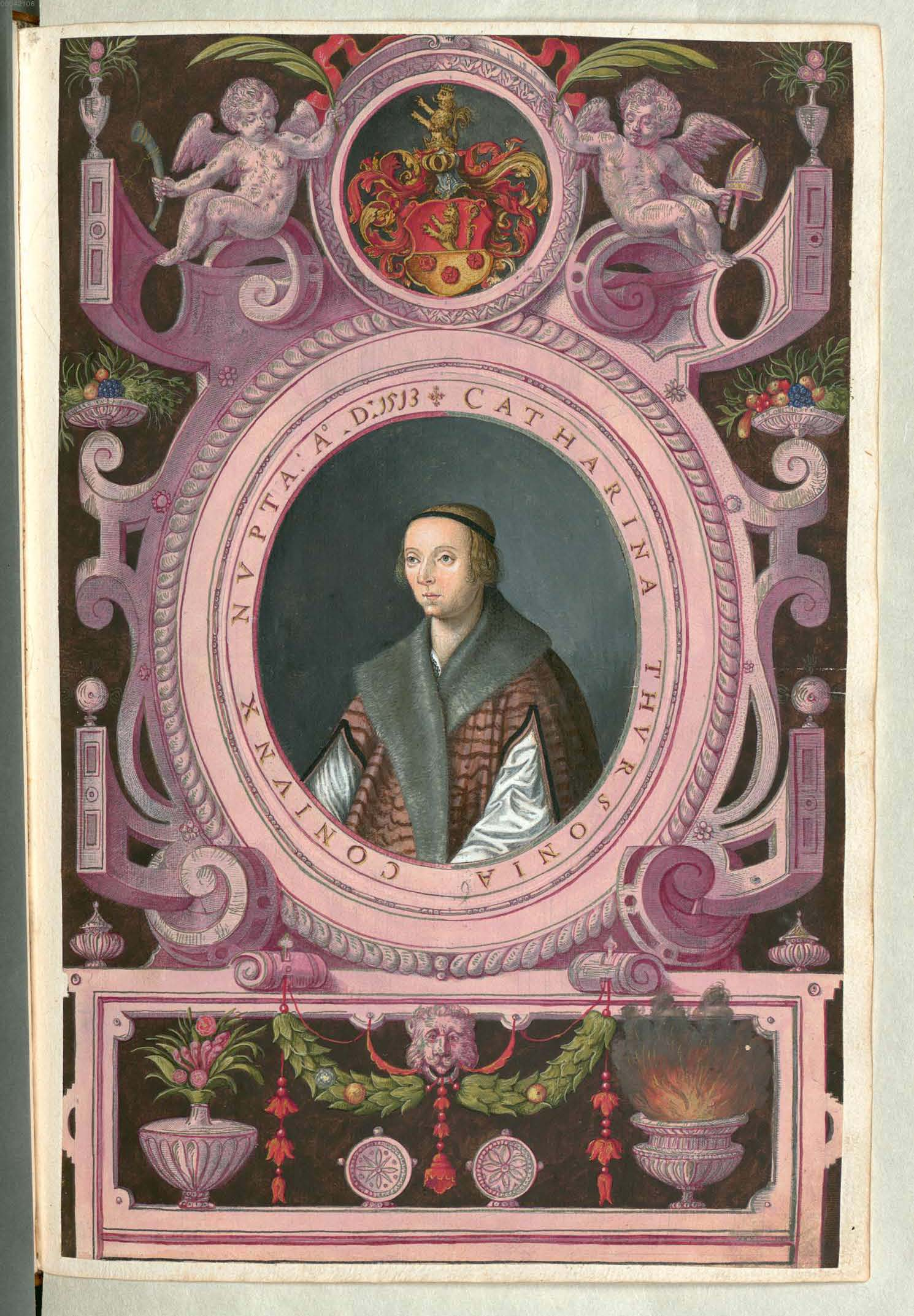
Ehefrau Katharina Thurzo

Am 22. Dezember 1525 änderte Jakob Fugger sein Testament. Da sein Neffe Hieronymus Fugger sich aus den Handelsangelegenheiten zurückgezogen hatte, sollten Raymund Fugger und sein Bruder Anton Fugger nach Jakob Fuggers Tod Leiter des Unternehmens werden und bei der Gewinnabrechnung bevorzugt werden. Jakob Fugger starb acht Tage später.
Auf Grund der finanzpolitischen Verbindungen der Fugger zu dem Haus Habsburg empfing Raymund am 25. April 1526 von Karl V. die Ernennung zum Kaiserlichen Rat und die Befreiung vom Hofgericht zu Rottweil, von den Westfälischen und anderen Gerichten. Am 30. Juni beurkundete Karl V. für Raymund und seine Miterben ferner auch die Bestätigung des Besitzes von Kirchberg, Weißenhorn, Wullenstetten und Biberbach (Schwaben).
Beim Einzug von Karl V. im Reichstag in Augsburg am 15. Juni 1530 war Raymund zugegen. Am 14. November erteilte Karl V. den Fuggern die Berechtigung zu standesgemäßer Änderung oder Mehrung ihres bisherigen Wappens. Am 1. März 1534 verlieh Karl V. den Fuggern das Münzrecht. Am 20. Juni 1535 erließ König Ferdinand I. aus Wien ein Privileg, wonach die Fugger sich Grafen zu Kirchberg, Weißenhorn und Marstetten nennen durften. Am 24. Juni 1535 wurde Raymund auch in den ungarischen Adelsstand erhoben.
Am 3. Dezember 1535 starb Raymund Fugger in Gegenwart seiner Ärzte an einem Schlaganfall.

## Persönlichkeit
Nach der Fuggerchronik war Raymund Fugger „eine schöne lange und lustige Person, stark von Leib und Gemüht“. Bei ihm wird aber auch ein zu Jähzorn und Derbheit neigendes Temperament deutlich.
Körper und Wesen waren von Krankheit geprägt und wechselseitig bestimmt. Schon auf Bildnissen aus seiner Jugend (u. a. von Holbein) erscheint er ungesund. Durch die Krankheiten verlor er früh seine
Jugendlichkeit. Diese Anfälligkeit für Krankheiten ließ ihn auch nur ein Alter von 46 Jahren erreichen.
Diese körperliche Konstitution schränkte ihn auch bei seinen Handelsreisen ein. Die Hemmung praktischer Fähigkeit und Energie ließ ihn immer mehr das Interesse am Handel verlieren. Diese eher negativen Seiten Raymund Fuggers wurden aber durch positive aufgewogen. Er beteiligte sich an der Gestaltung Augsburgs sowie an der seiner Besitztümer. Im Bewusstsein sozialer Verantwortung wollte er mit dem Schloßbau von Mickhausen Not leidenden Arbeitskräften und Handwerkern Verdienst schaffen.
Mit herzhafter Neigung war Raymund Fugger den Künsten und Künstlern zugetan. Er war nicht nur ein Sammler, sondern ausgesprochener Kunstkenner. Dass es von Raymund Fugger viele und künstlerisch anspruchsvolle Bildnismedaillen gibt, bezeugt eine besondere Neigung zu diesem eigenen Objekt des Kunstgenusses, des Sammler- und Schenkerfreude des gebildeten Renaissancemenschen.
Sein Augsburger Anwesen erschien Beatus Rhenanus ebenbürtig mit dem Garten König Franz I.
Sein Verhältnis zu Kunst und Künstlern verband sich mit den allgemeinen Interessen Raymund Fuggers. Während Jakob der Reiche zum Humanismus und gegenüber wissenschaftlichen Bestrebungen und Neigungen eher zurückhaltend war, wird bei Raymund eine weite Aufgeschlossenheit und offene Anteilnahme deutlich.
Zu den humanistischen Gesinnungsgenossen und Freunden Raymund Fuggers gehörten unter anderen Beatus Rhenanus, Erasmus von Rotterdam und Philipp Melanchthon.
Sein Interesse an Geschichte (vor allem die seiner eigenen Familie) und seine Beziehungen zu Schriftstellern spiegelten sich in einer großen Bibliothek wider.
Im Vordergrund seines Interesses stand aber die römische und griechische Antike.
Raymund Fugger förderte wissenschaftliche Studien aller Art und beteiligte sich an historischen Forschungen.
Raymund konnte die weiten Beziehungen des fuggerschen Handelns dem Sammeln und seinen wissenschaftlichen Interessen nutzbar machen. Unter den von ihm gesammelten Werken mögen manche gewesen sein, die erstmals einen Hauch echter Antike in den Norden trugen.
Auch auf die zeitgenössische Kunst der Renaissance sind vermutlich Anregungen übergegangen.

## Kunstbesitz
Im Hause Raymund Fugger finden wir erstmals das Phänomen des eigentlichen Kunstsammlers und historischen eingestellten Kenners vor. Raymund Fuggers Kunstbesitz und Sammlungen sind längst verstreut und größtenteils verschollen.
Für die Gesamtanschauung kommt uns allerdings die Schilderung des Beatus Rhenanus zu Hilfe, der 1530 Raymund Fuggers Sitz in der Kleesattlergasse besichtigen durfte. (Es ist zu bemerken, dass der genaue Inhalt der Kunstsammlung heute nicht mehr nachzuvollziehen ist. Alle Hinweise auf den Inhalt ergeben sich aus den Texten von Beatus Rhenanus und aus einigen Inventurlisten von Erbschaften die aber, wahrscheinlich aus mangelndem Wissen, äußerst ungenau und unvollständig sind.)
Von den Gemälden im Haus Raymund Fuggers hat Beatus Rhenanus vor allem die italienischen Bilder hervorgehoben. Dabei wird man vor allem an Werke venezianischer Maler denken dürfen. Bekannt ist aber nur ein einzelnes Bild das von Vincenzo Catena geschaffene Bildnis Raymund Fuggers selbst. Besonders zahlreich fand Beatus Renanus die Gemälde Lucas Cranachs vertreten. Die Verbindung mit dem sächsischen Hofmaler von Wittenberg ist eine in der Augsburger Kunstgeschichte auffallende Erscheinung. Vielleicht ist die Beziehung in Raymund Fuggers Krakauer Zeit angeknüpft worden. Nicht ausgeschlossen ist es, dass Cranach auch schon anlässlich des Reichstages 1530 in Augsburg weilte. Die Sammlung umfassten auch verschiedene Bücher. Unter anderem ein illuminiertes Gebetbuch dessen Gebete nicht für einen Kleriker, sondern für einen Laien formuliert wurden, und zwar mit den hohen Ansprüchen humanistischer Bildung.
Das Hauptinteresse Raymund Fuggers war die Antikensammlung. Raymund hat zum Ausbau seiner Sammlung keine Kosten gescheut. Die auf seinem Anwesen in der Kleesattlergasse verwahrten Monumente waren aus der ganzen Welt zusammengebracht. Hauptsächlich aus Griechenland und Sizilien (Unteritalien). Die aus Griechenland erworbenen Kunstwerke dürften mit der Fuggerschen Handelsgesellschaft über Venedig nach Augsburg gekommen sein.
Beatus Rhenanus beschrieb unter anderem „Eine bekleidete, tänzelnd schreitende Figur, in der erhobenen Rechten ein Gefäß in Tierform haltend, in der linken eine kleine Schale mit einem Löwenkopf;“ und „ein nackter Krieger mit Helm, in den Händen zwei Schlangen haltend“. Die Sammlung darf man sich keineswegs wie ein heutiges Museum vorstellen. So wurden die meisten Kunstwerke in gewisser Ordnung doch keineswegs museal aufgestellt waren. Die Kunstwerke verteilten sich durch das ganze Haus sowie eventuell auch durch den Garten.
Neben Skulpturen sammelte Raymund Fugger auch antike Bildnismünzen. Er ließ auch Münzen von sich selber herstellen.
Mit dem, was er für Künste, Künstler, Wissenschaften und Gelehrte geleistet hat, gehört er zu den bedeutsamsten Gestalten der Renaissance.

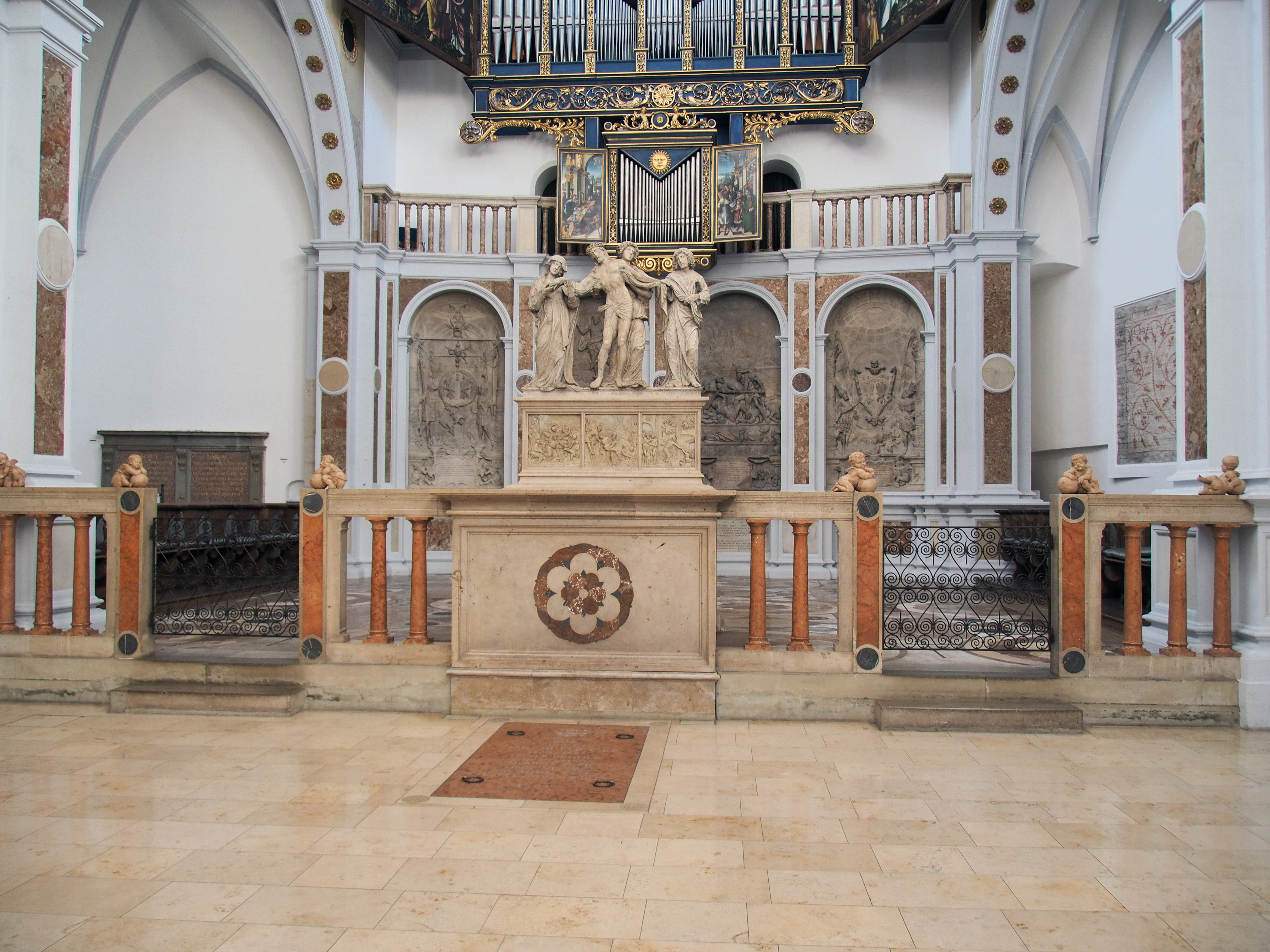
Grabgelege der Fuggers in der St. Anna-Kirche, Augsburg

## Ehe und Kinder
Aus der 1513 geschlossenen Ehe mit Katharina Thurzo stammen u. a.:
- Johann Jakob Fugger (1516–1575), Kaufmann, Kunstsammler
- Georg Fugger von Kirchberg (1518–1569), Stammvater der Linie Fugger von Kirchberg
- Ulrich Fugger (1526–1584), Humanist
- Barbara von Kirchberg-Weißenhorn (1527–1573) oo Ferdinand Colonna von Fels (1520–1558)

Genealogisch betrachtet ist er der Stammvater der nach ihm benannten Raymund-Linie. Sie ist eine der beiden bestehenden Hauptlinien des Stamms Fugger von der Lilie und blühte im Mannesstamm in Form der Fugger von Kirchberg bis ins 20. Jahrhundert. Im Jahre 1535 starb Raymund Fugger. Er wurde in der Gruft unter dem Fußboden der Fuggerkapelle bestattet.